# Senan (Yonne)
Senan és un municipi francès, situat al departament del Yonne i a la regió de Borgonya - Franc Comtat. L'any 2007 tenia 721 habitants.

## Demografia

### Població
El 2007 la població de fet de Senan era de 721 persones. Hi havia 298 famílies, de les quals 68 eren unipersonals (16 homes vivint sols i 52 dones vivint soles), 119 parelles sense fills, 91 parelles amb fills i 20 famílies monoparentals amb fills.
La població ha evolucionat segons el següent gràfic:
Habitants censats

### Habitatges
El 2007 hi havia 356 habitatges, 296 eren l'habitatge principal de la família, 34 eren segones residències i 27 estaven desocupats. 348 eren cases i 5 eren apartaments. Dels 296 habitatges principals, 237 estaven ocupats pels seus propietaris, 52 estaven llogats i ocupats pels llogaters i 7 estaven cedits a títol gratuït; 2 tenien una cambra, 5 en tenien dues, 50 en tenien tres, 90 en tenien quatre i 149 en tenien cinc o més. 235 habitatges disposaven pel capbaix d'una plaça de pàrquing. A 132 habitatges hi havia un automòbil i a 131 n'hi havia dos o més.

### Piràmide de població
La piràmide de població per edats i sexe el 2009 era:
| Homes | Edats   | Dones |
| ----- | ------- | ----- |
| 0     | 95 o +  | 0     |
| 0     | 90 a 94 | 0     |
| 4     | 85 a 89 | 8     |
| 0     | 80 a 84 | 12    |
| 20    | 75 a 79 | 20    |
| 20    | 70 a 74 | 28    |
| 12    | 65 a 69 | 16    |
| 8     | 60 a 64 | 24    |
| 16    | 55 a 59 | 24    |
| 60    | 50 a 54 | 32    |
| 12    | 45 a 49 | 36    |
| 28    | 40 a 44 | 24    |
| 24    | 35 a 39 | 28    |
| 12    | 30 a 34 | 16    |
| 16    | 25 a 29 | 4     |
| 12    | 20 a 24 | 12    |
| 24    | 15 a 19 | 60    |
| 40    | 10 a 14 | 24    |
| 16    | 5 a 9   | 20    |
| 12    | 0 a 4   | 0     |

## Economia
El 2007 la població en edat de treballar era de 442 persones, 316 eren actives i 126 eren inactives. De les 316 persones actives 290 estaven ocupades (156 homes i 134 dones) i 26 estaven aturades (9 homes i 17 dones). De les 126 persones inactives 55 estaven jubilades, 28 estaven estudiant i 43 estaven classificades com a «altres inactius».

### Ingressos
El 2009 a Senan hi havia 317 unitats fiscals que integraven 791,5 persones, la mediana anual d'ingressos fiscals per persona era de 17.194 €.

### Activitats econòmiques
Dels 26 establiments que hi havia el 2007, 1 era d'una empresa alimentària, 3 d'empreses de fabricació d'altres productes industrials, 4 d'empreses de construcció, 8 d'empreses de comerç i reparació d'automòbils, 2 d'empreses de transport, 1 d'una empresa d'hostatgeria i restauració, 1 d'una empresa financera, 1 d'una empresa immobiliària, 1 d'una empresa de serveis, 2 d'entitats de l'administració pública i 2 d'empreses classificades com a «altres activitats de serveis».
Dels 5 establiments de servei als particulars que hi havia el 2009, 1 era un taller de reparació d'automòbils i de material agrícola, 1 paleta, 1 empresa de construcció, 1 perruqueria i 1 restaurant.
Dels 3 establiments comercials que hi havia el 2009, 1 era una botiga de més de 120 m², 1 una botiga de menys de 120 m² i 1 una joieria.
L'any 2000 a Senan hi havia 17 explotacions agrícoles que ocupaven un total de 1.240 hectàrees.

## Equipaments sanitaris i escolars
El 2009 hi havia 1 escola maternal i 1 escola elemental.

## Poblacions més properes
El següent diagrama mostra les poblacions més properes.